# Trinità (singolo)
Trinità è un singolo del rapper italiano Guè, pubblicato il 21 aprile 2017.

## Descrizione
Annunciato a sorpresa a inizio aprile 2017, il brano è stato prodotto da Max D'Ambra, musicista collaboratore del rapper già nei suoi tour precedenti.
Trinità è stato successivamente inserito come bonus track delle edizioni Red Version e digitale del quarto album in studio Gentleman, uscito il 30 giugno.

## Tracce
Download digitale
1. Trinità – 3:26 (testo: Cosimo Fini – musica: Max D'Ambra)

12"
- Lato A

1. Trinità – 3:26 (testo: Cosimo Fini – musica: Max D'Ambra)

- Lato B

1. Ghost Track

## Classifiche
| Classifica (2017) | Posizione massima |
| ----------------- | ----------------- |
| Italia            | 6                 |